# وصول إلى الأسواق

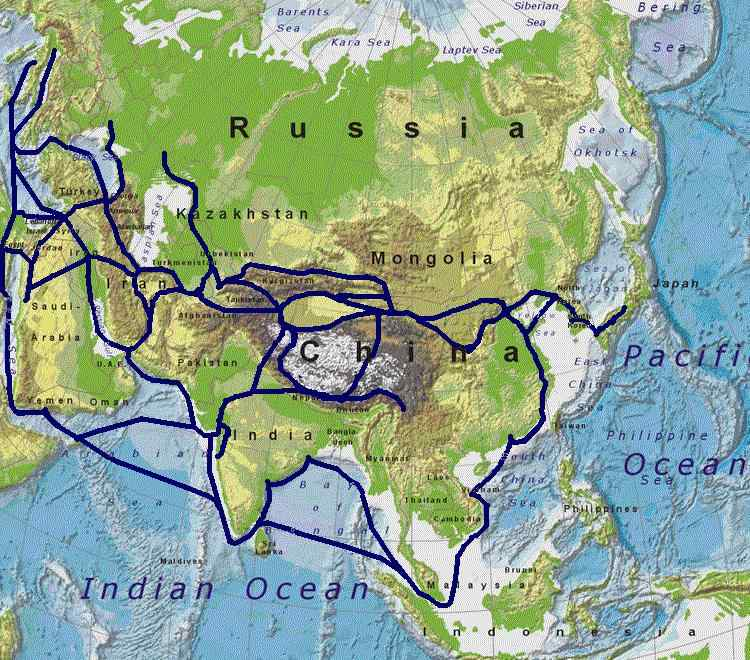

الوصول إلى الأسواق بالنسبة للسلع يعني الشروط والتعرفة والإجراءت غير التعرفية (NTMs), التي تضعها بعض البلدان على دخول السلع إلى الأسواق. في منظمة التجارة العالمية, يتم الاتفاق على الالتزامات المتعلقة بالتعريفات الجمركية للسلع، كما ترد في جداول الامتيازات الخاصة بكل عضو على السلع. وتمثل الجداول التزامات بعدم تطبيق تعريفات أعلى من المعدلات المدرجة - وهذه المعدلات «ملزمة». وبموجب قواعد منظمة التجارة العالمية، لا يجوز رفع المعدلات المحددة دون تعويض الأعضاء المتضررين.
التدابير غير الجمركية هي تدابير السياسة العامة تؤثر على التجارة الدولية. وتشمل التدابير غير التعريفية مجموعة واسعة من التدابير المتصلة بصورة مباشرة وغير مباشرة على التجارة، وارتفع استخدامها كما انخفضت معدلات الرسوم الجمركية في إطار جولات المفاوضات اللاحقة لمنظمة التجارة العالمية. في كثير من الحالات،  ويمكن تصنيف التدابير غير الجمركية كحواجز غير جمركية أمام التجارة. . بعض نطاقات هذه التدابير يتم التعامل معها في إطار اتفاقات منظمة التجارة العالمية، وخاصة اتفاق تطبيق التدابير الصحية وتدابير الصحة النباتية ، الاتفاق بشأن الحواجز التقنية أمام التجارة, اتفاق مكافحة الإغراق، اتفاق بشأن الدعم والإجراءات التعويضية والاتفاق على الضمانات. أعضاء منظمة التجارة العالمية تسعى باستمرار إلى تحسين الوصول إلى الأسواق من خلال برنامج عمل منظمة التجارة العالمية ومن خلال المفاوضات مثل تلك التي أطلقت في المؤتمر الوزاري في الدوحة في تشرين الثاني / نوفمبر 2001.

## اقتصاديات الدواء
الوصول إلى الأسواق يستخدم أيضا في اقتصاديات الدواء ويشير إلى العملية التي من خلالها تقوم الشركة بتوصيل الدواء إلى السوق بحيث يصبح متاحا للمرضى. الوصول هو قدرة المريض على الحصول على الرعاية الطبية. سهولة الوصول تتحدد بعوامل مثل توافر الخدمات الطبية ومقبوليتها من المريض، موقع مرافق الرعاية الصحية والنقل و ساعات العمل وتكلفة الرعاية. الوصول للأسوق المستند على الأدلة  (انظر الطب القائم على الأدلة) يشير إلى عملية إنتاج تقارير الوصول إلى الأسواق على أساس علمي، ويفضل مراجعة النظراء و المواد المشار إليها.

## قواعد بيانات مفيدة حول الوصول إلى الأسواق
- ITC's Market Access Map, interactive portal providing information on customs tariffs and market requirements.
- ITC's Non-Tariff Measures Business Survey database, including regulatory and procedural obstacles that trading companies face both at home and abroad.